# Oz Factor (álbum)
Oz Factor es el segundo álbum del grupo de punk rock de San Diego, California Unwritten Law, lanzado en 1996 por Epic Records. El álbum ayudó a establecer la presencia de la banda en la prolífica escena del punk rock del sur de California de mediados de 1990s y las canciones "Superman" y "Denied" se convirtieron en pequeños éxitos en estaciones de rock locales. Oz Factor primer álbum del grupo con el bajista John Bell, quien dejó la banda luego de las giras promocionales del álbum.
Recibe su nombre del factor Oz, el efecto propuesto por la ufóloga Jenny Randles. El álbum fue producido por Greg Graffin de Bad Religion y Brian Baker, también de Bad Religion, participó en la grabación de una de las canciones. Las canciones "Suzane" y "Shallow" son pistas regrabadas del álbum debut de la banda, Blue Room.

## Lista de canciones
Todas las canciones fueron escritas y compuestas por Unwritten Law (Russo, Morris, Brewer, Bell y Youman).
1. "Superman" - 3:36
2. "Oz Factor" - 2:50
3. "Suzanne" - 2:58
4. "Denied" - 2:24
5. "Tell Me Why" - 2:55
6. "Rejected" - 2:14
7. "Falling Down" - 2:26
8. "Shallow" - 3:11
9. "Differences" - 3:27
10. "Lame" - 2:36
11. "Stop to Think" - 1:19
12. "The Legend of Johnny and Sarah" - 3:50

## Créditos

### Grupo
- Scott Russo – voces
- Steve Morris – guitarra, coros
- Rob Brewer – guitarra
- John Bell – bajo
- Wade Youman – batería, coros

### Músicos adicionales
- Brian Baker – solo de guitarra en "Suzanne"

### Producción
- Greg Graffin – productor
- Paul DuGre – ingeniero de sonido, mixing
- Rob Hunter – ingeniero asistente, mixing
- Alex Perialas – ingeniero adicional
- George Marino – masterización

### Arte
- David Coleman – dirección de arte
- Bagel – ilustración de portada
- John Dunne – fotografía